# Schlacht bei Soltau

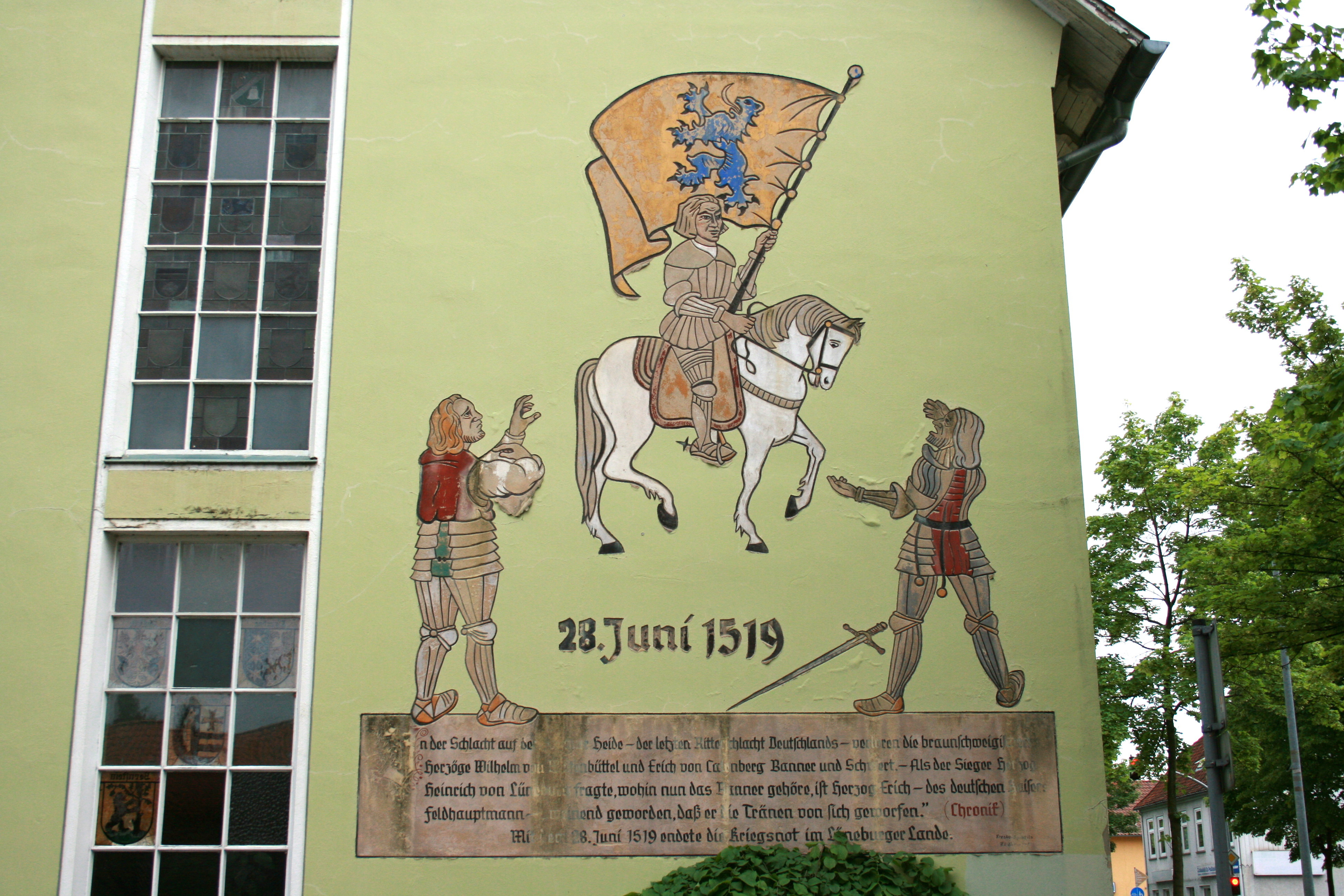
Wandbild in Soltau zur Erinnerung an die Schlacht

Die Schlacht bei Soltau am 28. Juni 1519 war der militärische Höhepunkt der Hildesheimer Stiftsfehde (1519–1523).
Die Stiftsfehde hatte alle Merkmale einer typischen Adelsauseinandersetzung jener Zeit. Es ging im Kern um die Verteilung von Einkünften und Gebietsansprüchen hauptsächlich auf dem Gebiet des Bistums Hildesheim. Zwei Aspekte machten sie allerdings zu etwas Besonderem. Zum einen waren die Hauptkontrahenten auf beiden Seiten Mitglieder der welfischen Fürstenfamilie, zum anderen unterstützten die feindlichen Parteien gleichzeitig verschiedene Prätendenten für die Kaiserwahl im Heiligen Römischen Reich. Die Braunschweig-Calenbergsche Partei mit den Herzögen Heinrich II. von Braunschweig-Wolfenbüttel und Erich I. von Calenberg an der Spitze favorisierte den Habsburger Karl (den späteren Kaiser Karl V.), die Lüneburgisch-Hildesheimische Koalition unter Herzog Heinrich dem Mittleren und Bischof Johann IV. trat für die Wahl von Franz I. von Frankreich zum neuen Kaiser ein.
Traditionell wurde die Auseinandersetzung als „letzte Ritterschlacht in Deutschland“ bezeichnet, was inzwischen als überholt gilt, da in der Kriegführung keine Zäsur erkennbar ist.

## Streitkräfte
Die Streitkräfte der Braunschweiger zählten etwa 7.000 Fußsoldaten (davon 4.000 ausgehobene und 3.000 professionelle „Landsknechte“) und 700 gepanzerte Reiter („Reisige“). Die Lüneburger sollen ebenfalls über 7.000 Infanteristen verfügt haben, ihre Reiterei war allerdings mit etwa 1.500 Pferden wesentlich stärker. Der Schwiegersohn Heinrichs, Karl von Egmont, Herzog zu Geldern hatte 400 Reiter geschickt, die von seinem Landsknechtführer Asche von Cramm angeführt wurden. Die Braunschweiger führten 24 Geschütze und einen umfangreichen Tross mit sich, über die Geschützzahl der Lüneburger ist nichts Näheres bekannt. Für die Feldschlacht einsetzbar waren ohnehin nur die leichteren Kanonen. Die professionelle Infanterie focht im kompakten Gevierthaufen. Nach dem Vorbild der Schweizer führten die ersten drei bis fünf Glieder die bis zu sechs Meter lange Pike, die hinteren Reihen waren meist mit kürzeren Hellebarden o. Ä. ausgerüstet. Vereinzelt kamen auch zweihändig zu führende Schwerter und Luntenschloss-Arkebusen vor, doch spielten sie eine untergeordnete Rolle. Über die Ausrüstung der Ausgehobenen ist nichts bekannt.

## Marsch- und Schlachtordnung

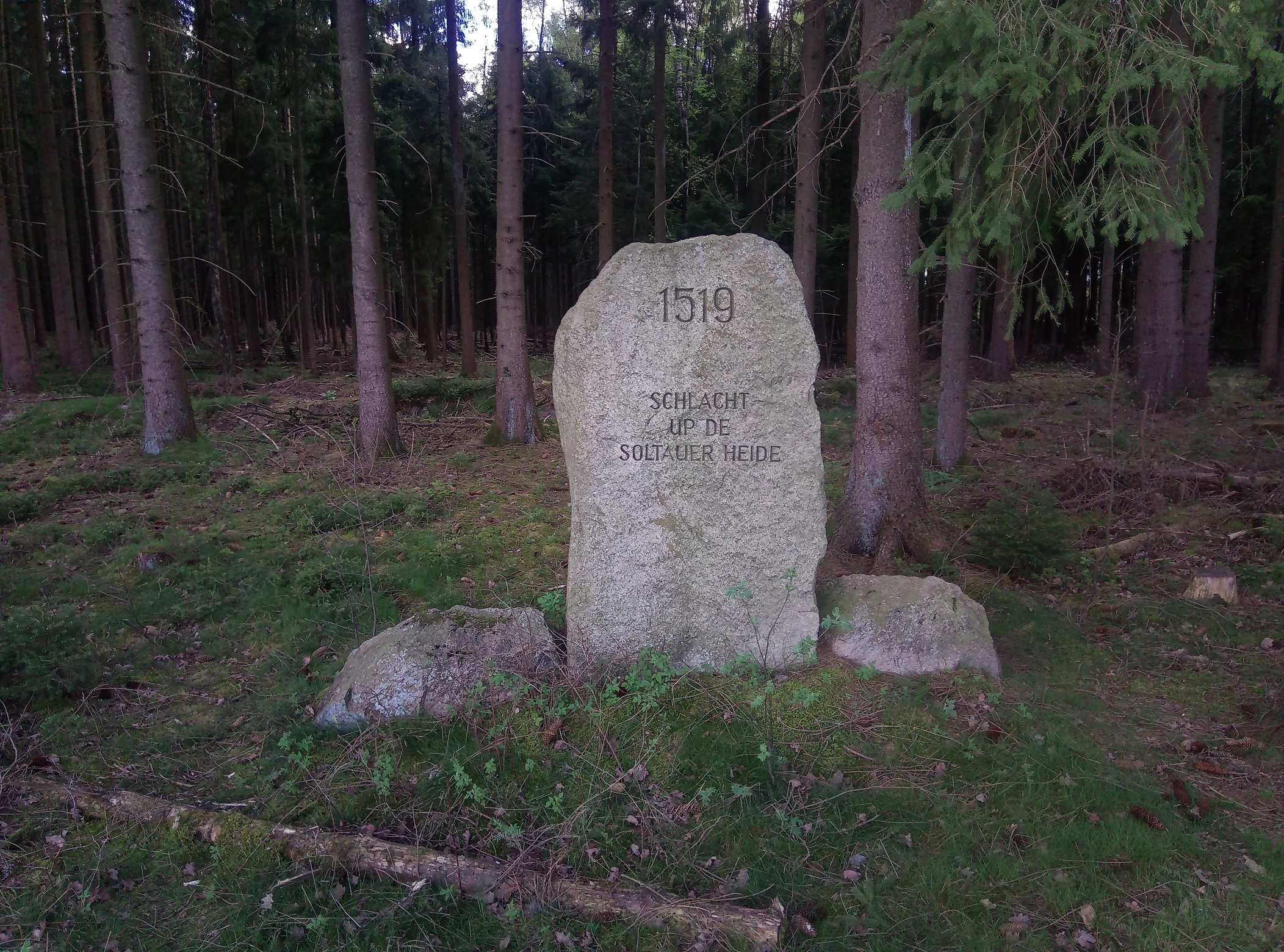
Gedenkstein an die Schlacht am Ort des Geschehens

Beide Heere marschierten in der damals üblichen Form. Voran zog ein Vortrab („Verlorener Haufen“), der im Fall der Braunschweiger 1.500 Landsknechte gezählt haben soll, welcher von 300 Reitern und einem Teil der Artillerie begleitet wurde (wahrscheinlich die feldtauglichen Rohre). Dem folgte der Gewalthaufen von 4.500 Mann (davon 500 Landsknechte, begleitet vom Rest der Kavallerie) und eine Nachhut von 1.000 Landsknechten. Es ist davon auszugehen, dass der Tross kaum weniger Menschen zählte als die eigentliche Armee, zumindest bei den Braunschweigern, die zahlreiche Beute und auch ihre Kriegskasse mit sich führten. Über die Marschordnung der Lüneburger ist nichts bekannt, doch kann man annehmen, dass sie grundsätzlich der der Braunschweiger ähnelte. Aus Gründen, die nirgendwo erklärt werden, hatten die Lüneburger ihre Fußtruppen zurückfallen lassen, so dass sich am 28. Juni vorerst nur deren Reiterei den Braunschweigern in den Weg stellte.

## Terrain
Nach einem langen, teilweise parallel verlaufenden Verfolgungsmarsch trafen beide Heere um die Mittagszeit des 28. Juni 1519 nordwestlich von Soltau zwischen den Dörfern Vahlzen und Langeloh aufeinander. Beide Parteien besetzten jeweils eine Anhöhe, dazwischen erstreckte sich über eine Länge von etwa 700 Metern sumpfiges Gelände. Die Richtung Süden blickenden Braunschweiger hatten ihre Flügel durch zwei Moore abgesichert, das Vahlzener Moor im Westen und das Dickmoor im Osten (Letzteres soll wesentlich feuchter und sumpfiger gewesen sein).

## Aufstellung der Truppen
Genaue Aufzeichnungen über die Positionierung der beiderseitigen Streitkräfte existieren nicht. Von den Lüneburgern weiß man immerhin, dass sie ihre Kavallerie in fünf Fähnlein unterteilt hatten, vier zu je 225 und eines zu 600 Reitern. Von den Braunschweigern wird angenommen, dass sie im Wesentlichen ihre Marschformation beibehielten und lediglich ihre 700 Reiter bei der Vorhut zusammenzogen. Womöglich brachten sie auch die feldtauglichen Geschütze am Rand der von ihnen besetzten Anhöhe in Stellung. Allgemein wird vermutet, dass sich die beiden kommandierenden Herzöge nicht einig über die zu treffenden Maßnahmen im Angesicht des Feindes waren.

## Schlachtverlauf

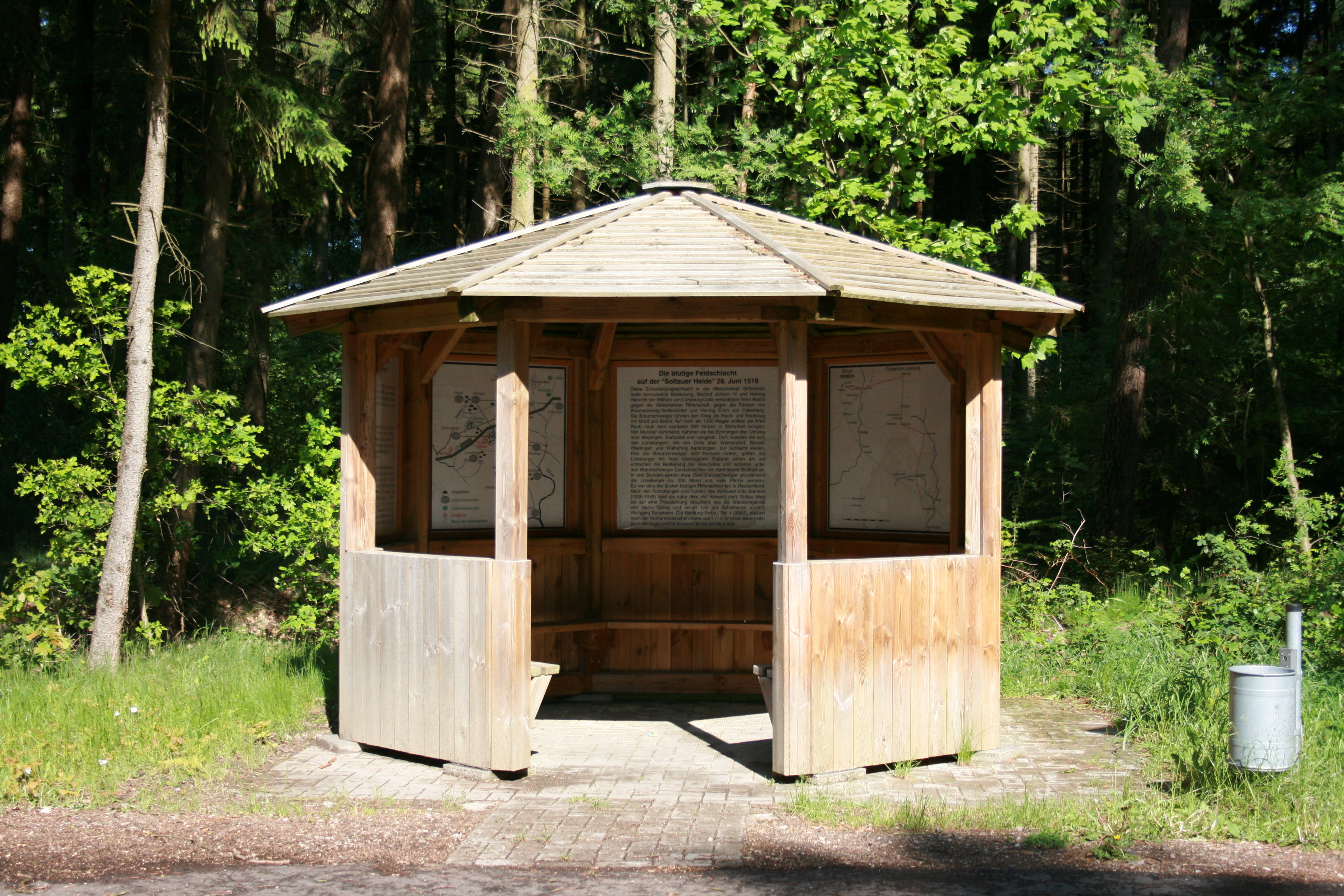
Informationshäuschen nahe dem damaligen Schlachtfeld in Wieheholz

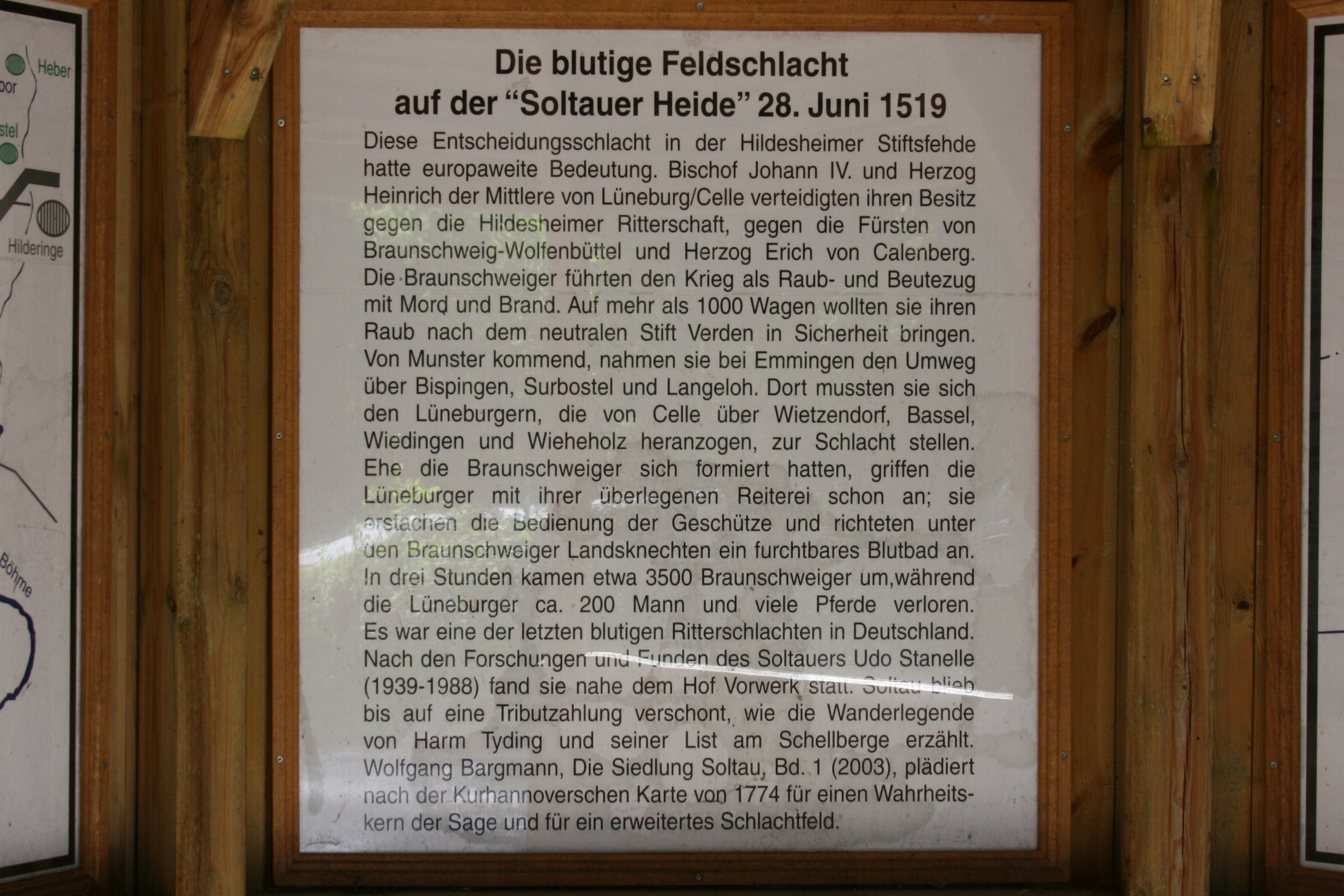
Informationstafel

### Eröffnungskampf
Der Kampf wurde kurioserweise von den Lüneburgern begonnen, obwohl diese vorerst nur ihre (allerdings überlegene) Kavallerie zur Hand hatten. Nach dem Bericht Heinrichs des Mittleren trafen drei seiner kleinen Fähnlein frontal auf die 700 Braunschweiger Reiter. Das vierte Lüneburger Fähnlein flankierte die gegnerische Reitermasse und brachte sie zur überstürzten Flucht ins nahegelegene Vahlzener Moor, wo viele der Flüchtenden umgekommen sein sollen. Das große Lüneburger Reiterfähnlein (600 Pferde) hatte bis zu diesem Zeitpunkt noch gar nicht in die Kämpfe eingegriffen. Was der Verlorene Haufen der Braunschweiger (1.500 Landsknechte) während des Kavalleriekampfes tat, ist unklar. Er muss immerhin so weit von der eigenen Reiterei entfernt gewesen sein, dass sie flankiert und umgangen werden konnte.

### Angriff auf den Verlorenen Haufen der Braunschweiger
Während ein Teil der siegreichen Geschwader die Fliehenden verfolgte, griff das große Lüneburger Reiterfähnlein nun die isolierte Vorhut des Gegners an, offenbar wiederum sekundiert von einem effektiven Flankenangriff des vordem schon so geschickt agierenden vierten kleinen Reiterfähnleins. Allem Anschein nach erlagen die Landsknechte schnell dem „Choc“ der feindlichen Kavallerie, wurden zersprengt und flohen ins Dickmoor. Da dieses morastiger als das Vahlzener Moor war, wurde es einer noch größeren Zahl von Flüchtigen zum Verhängnis. Somit standen nur noch der Braunschweiger Gewalthaufen und die Nachhut im Feld, als schließlich das Lüneburger Fußvolk auf dem Schauplatz erschien.

### Angriff auf den Braunschweiger Gewalthaufen
Der 4.500 Mann starke Gewalthaufen der Braunschweiger hatte die Anhöhe wahrscheinlich nicht verlassen. Obwohl die Angreifer ihm also bergan entgegengehen mussten, leistete er nur noch wenig Widerstand. Dies konnte aufgrund der bisherigen Ereignisse und der Tatsache, dass er größtenteils aus unprofessionellen Soldaten bestand, allerdings kaum verwundern. Von der Nachhut wurde er allem Anschein nach nicht unterstützt, möglicherweise war Letztere sogar schon geflohen. Der Braunschweiger Gewalthaufen wurde frontal von der überlegenen Lüneburger Infanterie angegangen, während die feindlichen Reiter seine Flanken umschwärmten. Er wurde aufgerieben und floh wie vordem der Verlorene Haufen. Falls die Nachhut zu diesem Zeitpunkt noch im Felde gestanden haben sollte, wurde sie sicher von der Flucht des Vordertreffens mitgerissen. Damit war die eigentliche Schlacht geschlagen. Vereinzelte Gefechte sollen noch bis in die Nacht stattgefunden haben, wobei der von den Braunschweigern mitgeführte reich beladene Tross und ihre Kriegskasse wohl Hauptziel dieser Scharmützel waren.

## Verluste
Angeblich verloren die unterlegenen Braunschweiger neben zahlreichen Gefangenen (unter denen sich auch Herzog Erich I. von Calenberg befand) 3.000 bis 3.500 Männer, wovon viele in den Mooren umgekommen sein sollen. Die Sieger hatten demgegenüber nur leichte Verluste. Die Angaben schwanken zwischen 10 und 200 Toten. Erstere Zahl ist kaum glaubhaft, selbst wenn man die günstigsten Umstände für die Lüneburger annimmt. Von Verwundeten ist nichts bekannt, obwohl deren Zahl diejenige der Toten üblicherweise um ein Mehrfaches überstieg. Die Annahme von 3.000 bis 3.500 Toten auf Braunschweiger Seite ist offensichtlich geschätzt und orientiert sich wahrscheinlich an der Zahl der Resttruppen, die sich nach der Schlacht wieder sammelte. Allenthalben beklagte der Adel die hohen Pferdeverluste bei dieser Schlacht. Diese könnten darauf zurückgeführt werden, dass die Reiterei bei Soltau die Hauptarbeit zu tun hatte (was im Fall der Lüneburger zumindest für die erste Hälfte der Schlacht zutrifft). Es wäre allerdings auch denkbar, dass das morastige Gelände vielen Pferden zum Verhängnis geworden war.

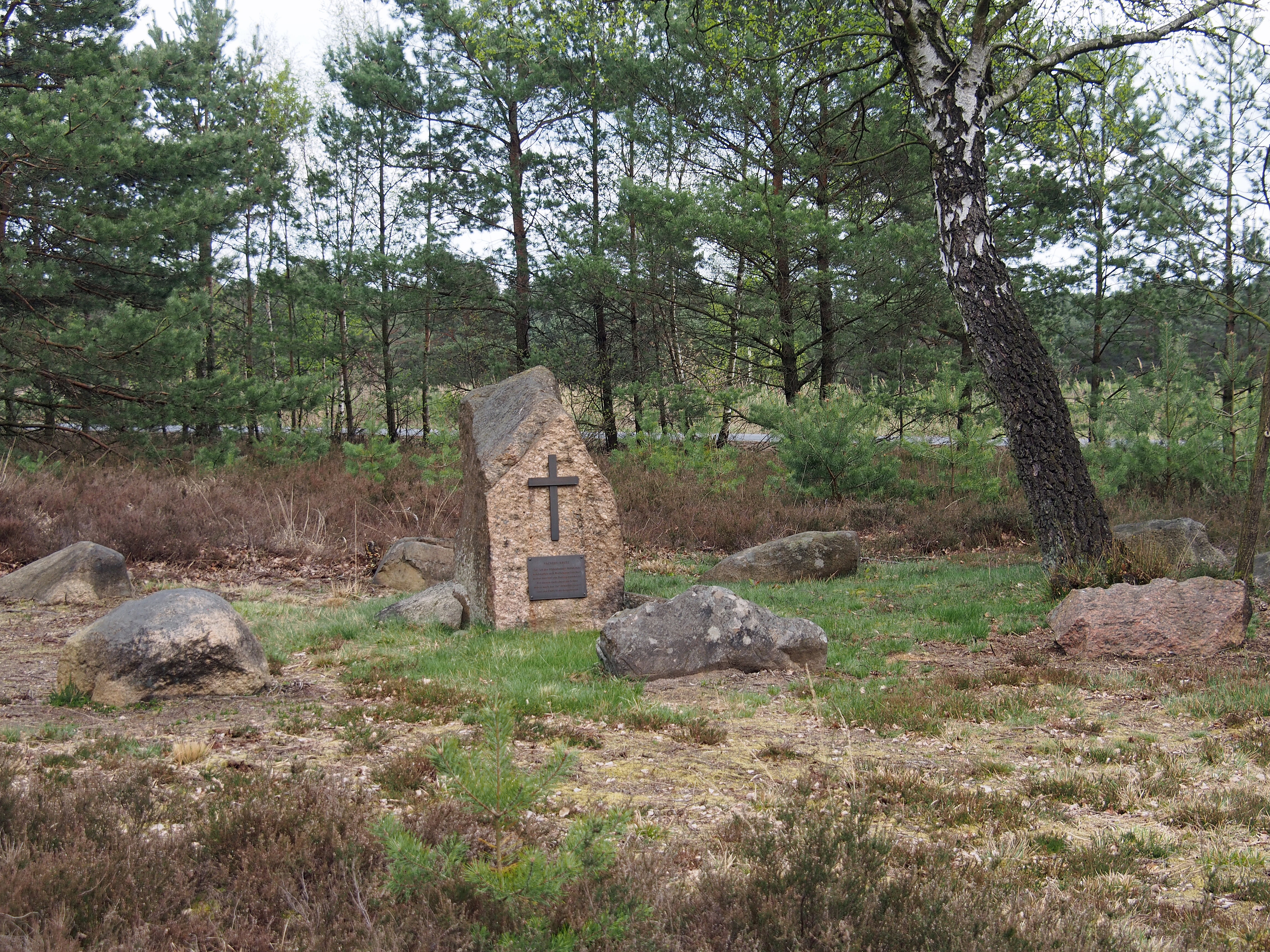
Gedenkstein an einen hier verbluteten Welfen-Herzog

Südwestlich von Munster auf dem heutigen Truppenübungsplatz Munster Süd, nahe der sogenannten „Wincklerhöhe“ ist ein Gedenkstein errichtet. Die Inschrift lautet:

„Sackers-Kruez

Zur Zeit der Hildesheimer Stiftsfehde bekämpften sich Welfengeschlechter, wobei hier 1519 ein Herzog verblutete. Bei diesen Gefechten um Soltau wurde auch der Ort MUNSTER zerstört und der EMHOF niedergebrannt.“

## Folgen
Obwohl Heinrich der Mittlere und Bischof Johann IV. durch ihren Sieg bei Soltau fürs Erste die Situation vor Ort in ihrem Sinne regeln konnten, schlug die große Politik im Reich einen anderen Kurs ein. Nachdem der Habsburger Karl zum neuen Kaiser gewählt worden war, unternahm die unterlegene Partei bei diesem verschiedene Vorstöße, um die Sieger von Soltau ins Unrecht zu setzen. Da diese Franz I. von Frankreich unterstützt hatten, fiel die Reaktion Karls V. nicht überraschend aus. Schließlich musste die Lüneburgisch-Hildesheimische Partei im Quedlinburger Rezess von 1523 große materielle Verluste hinnehmen. Der Sieger von Soltau, Heinrich der Mittlere, war unter Reichsacht gesetzt worden und hatte bereits 1520 Schutz im französischen Exil suchen müssen, 1530 kehrte er zurück, verbrachte seine letzten Jahre erst in Lüneburg, später in Winsen/Luhe und Wienhausen, wo er 1532 starb.